# Sohu TV
Sohu TV（そうふティービー、中国語: 搜狐视频）は、捜狐が運営する中華人民共和国のオンライン動画プラットフォームである。前身はSohu BB（中国語: 搜狐宽频）。

## 歴史
2004年に世界各地でオンライン動画が登場し、ブロードバンドインターネット接続とストリーミングメディアテクノロジーの必然的な発展により、前身であるSohu BB（中国語: 搜狐宽频）としてサービスを開始。
2006年、ポータルサイトで最初の動画配信サービスとなるSohu Podcast（中国語: 搜狐播客）が開始された。
その後、Sohu BBとSohu Podcastを統合し、Sohu TV（中国語: 搜狐视频）に変更された。
2009年2月、高精細映画とテレビドラマチャンネルが開始され、1,000本を超える映画とテレビドラマが初めて配信される。
2014年10月、捜狐は同じ動画配信サービスである56.comを子会社化し、56.comと統合。動画投稿機能は残っているが、動画コンテンツは本サービスのものである。